# يون بارك
يون بارك هو ممثل كوري جنوبي ولد في 18 نوفمبر 1987.

## فيلموغرافيا

### مسلسلات
- 2012: القناع الزجاجي في دور كانغ هون.
- 2013: الطبيب الجيد في دور وو ايل كيو.[4]
- 2015: ملكة الزهور في دور بارك جاي جون.[5]
- 2019: المهرج المتوج في دور جيسيونجن (ظهور خاص)
- 2020: اياتوان كلاس في دور سونغ هيون (الحلقة 3).
- 2020: البحث في دور سونغ مين جيو[6]
- 2020: مركز رعاية ما بعد الولادة في دور كيم دو يون
- 2021: انت ربيعي في دور تشاي جون / د. إيان تشيس[7]
- 2022: التنبؤ بالحب والطقس في دور هان كي جون[8]
- 2022: رسالة معجب، من فضلك في دور بانغ جيونغ سيوك[8]
- 2023: مخادع بشكل مبهج في دور غو يو هان[9]
- 2023: ركود الطبيب في دور بين داي يونغ[10]
- 2025: لأجل الاخوة النسر في دور أوه بوم سو[11]

## روابط خارجية
يون بارك على موقع IMDb (الإنجليزية)
- يون بارك على موقع قاعدة بيانات الفيلم (الإنجليزية)